# 65號州際公路
65號州際公路（英語：Interstate 65，簡稱I-65）是美國州際公路系統的一部份。北起印地安納州加里（與12號美國國道、20號美國國道交匯），南在阿拉巴馬州莫比爾與10號州際公路交匯。

## 印第安納州段
65號州際公路縱向貫穿印第安納州，由肯塔基州路易維爾通過亞伯拉罕·林肯大橋跨過俄亥俄河進入印第安納，向北約100英里進入首府印第安納波利斯並設有I-465為其外環道，非進入市區的大型車輛均使用這條道路，印第安納波利斯國際機場亦在I-465上。I-70在市中心附近匯入續往北約二英里後分開，I-65轉向西北；I-70則轉向東往俄亥俄州。公路出城之後續往西北，經拉法葉至加里與I-80／I-94共構路段交會，再往北4英里與I-90及US-20、US-12交會，為其北端點。在印第安納州，65號州際公路全線速限為70英里／時（112公里／時）。

## 里程及途經主要城市
| 所經州份   | 里程數 | 里程數   | 所經主要都市 粗體化的城鎮為使用在交通標誌上的正式指定定點城市 |
| 所經州份   | 英里   | 公里     | 所經主要都市 粗體化的城鎮為使用在交通標誌上的正式指定定點城市 |
| ---------- | ------ | -------- | ------------------------------------------------------------- |
| 阿拉巴馬州 | 367.00 | 590.63   | 莫比爾、蒙哥馬利、胡佛、伯明翰、迪凱特、亨茨維爾（經I-565）   |
| 田納西州   | 121.71 | 195.87   | 納什維爾                                                      |
| 肯塔基州   | 137.32 | 221.00   | 鮑靈格林、伊利莎白鎮、路易維爾                                |
| 印第安納州 | 261.27 | 420.47   | 印第安納波利斯、拉法葉、加里                                  |
| 伊利諾州   |        |          | 芝加哥（經I-80／I-94或I-90）                                  |
| 全長       | 887.30 | 1,427.97 |                                                               |

## 輔助路線
- I-165：位於阿拉巴馬州，連接I-65與莫比爾的支線。
- I-565：位於阿拉巴馬州，起自迪凱特、迄至亨茨維爾的支線。
- I-265：路易威爾的外環道路。在肯塔基州的路段命名為Gene Snyder Freeway，在印第安納州的路段則命名為Lee H. Hamilton Highway。
- I-465：印第安納波利斯的外環道路。
- I-865：連接I-65與I-465的輔助路線，位於印第安納波利斯西北側。曾為編號I-465的路段。